# Barba non facit philosophum
Barba non facit philosophum o philosophum non facit barba è un'espressione latina che significa letteralmente "la barba non fa il filosofo". È l'equivalente latino del detto italiano L'abito non fa il monaco. Riscontrabile in Plutarco (Quaestiones convivales, 709b), invita l'interlocutore a non farsi ingannare dall'apparenza e a cercar di scoprire la verità approfondendo le sue conoscenze.
Il detto completo recita: Barba non facit philosophum, neque vile gerere pallium ovvero "non è la barba a fare il filosofo, né l'indossare indumenti dimessi".